# Beaumont-Monteux
Beaumont-Monteux är en kommun i departementet Drôme i regionen Auvergne-Rhône-Alpes i sydöstra Frankrike. Kommunen ligger i kantonen Tain-l'Hermitage som tillhör arrondissementet Valence. År 2022 hade Beaumont-Monteux 1 379 invånare.

## Befolkningsutveckling
Antalet invånare i kommunen Beaumont-Monteux
Referens:INSEE